# Porfirio Muñoz Ledo
Porfirio Alejandro Muñoz Ledo y Lazo de la Vega (Ciudad de México, 23 de julio de 1933-Ciudad de México, 9 de julio de 2023), conocido comúnmente como Porfirio Muñoz Ledo, fue un político, diplomático, jurista y periodista izquierdista mexicano. Uno de los fundadores del PRD, durante sus últimos años militó en el Movimiento Regeneración Nacional.
Durante su amplia carrera política, que data de finales de la década de 1960, militó en varios partidos políticos y ocupó numerosos cargos de primer nivel, entre los que están titular de las secretarías del Trabajo y de Educación Pública, líder del Partido Revolucionario Institucional (PRI) y del Partido de la Revolución Democrática (PRD), senador y diputado federal, en dos ocasiones presidente de la Cámara de Diputados y diplomático representante de México en diversos países y organismos internacionales.

## Biografía

### Primeros años y famiia
Aunque originario de la Ciudad de México, la familia paterna de Muñoz Ledo proviene del estado de Guanajuato, donde cuenta numerosos ascendientes; entre los que están los gobernadores Octaviano y Manuel Muñoz Ledo. Su padre fue Porfirio Muñoz Ledo Castillo, profesor de educación física y su madre Ana María Lazo de la Vega Marín, maestra de educación primaria, fue el menor de cuatro hermanos.
Estudió la educación preescolar en el jardín de niños «Brígida Alfaro» en la Ciudad de México, el primero de su tipo fundado por el gobierno de Lázaro Cárdenas del Río y donde coincidió con el hijo de este, Cuauhtémoc Cárdenas Solórzano, al lado de quien años después desarrollaría parte importante de su carrera política. Inició la educación primaria en la escuela Rosa Luxemburgo donde impartía clases su madre, y en 1944 ganó una beca de la Secretaría de Educación Pública que le permitió concluir la primaria y estudiar la secundaria en el «Instituto México» de 1944 a 1948 y luego la preparatoria en el «Centro Universitario México» de 1948 a 1950, regentados ambos por la Congregación de los Hermanos Maristas.
Porfirio Muñoz Ledo contrajo matrimonio por primera ocasión en 1960 mientras realizaba estudios en Francia, con Marie Hélène Chevannier. Ella fue la madre de sus dos primeros hijos: Laura Helena y Porfirio Thierry; la primera laboró en el Instituto Nacional de Migración y el segundo fue embajador de México en Marruecos; Muñoz Ledo y Chevannier se divorciaron en 1971. En 1973, cuando ya fungía como Secretario del Trabajo, contrajo matrimonio con Berta Yáñez Centeno Cabrera —hermana de los también políticos César, Claudia, Rolando e Ismael Yáñez Centeno Cabrera, oriundos del estado de Colima— y con quien procreó a Alejandro Napoleón y a Verónica Muñoz Ledo Yáñez Centeno; y de quien se divorció en 1996. Finalmente, en 1998 contrajo matrimonio por tercera ocasión con Mariana Sáiz Velázquez, con quien convivía desde varios años anteriores y con quien tuvo a su hija menor, Tamara Muñoz Ledo Sáiz; matrimonio que también terminaría en divorcio.

### Estudios
Cursó la licenciatura en Derecho en la Universidad Nacional Autónoma de México (UNAM), con posgrado en la misma materia y realizó cursos de doctorado en Ciencia Política y Derecho Constitucional en la Universidad de París, fue presidente de los Estudiantes de Derecho de la UNAM, siendo discípulo del Maestro Mario de la Cueva, Secretario de la Revista Universitaria Medio Siglo, en donde participaron o colaboraron personajes como Víctor Flores Olea, Carlos Fuentes, Enrique González Pedrero, Sergio Pitol, Salvador Bermúdez Castro y Salvador Elizondo, entre otros; maestro emérito por la Universidad Autónoma de Ciudad Juárez y maestro de asignatura en la UNAM durante (1956-1960), de la Universidad de Toulouse, Francia (1959), de la Escuela Normal Superior (1962-1963), del Colegio de México (1964-1978), del Instituto de Estudios para el Desarrollo Económico y Social de la Universidad de París (1965) y de la Universidad de Oxford (1979).

### Primeros cargos
Entre los puestos gubernamentales que ha ocupado durante su trayectoria destacan, Subdirector de Educación Básica y Tecnológica de la SEP, Subsecretario de la Presidencia de la República, Subdirector de IMSS, Secretario del Trabajo y Previsión Social, Secretario de Educación Pública, y presidente nacional del Partido Revolucionario Institucional (PRI), en las gestiones de Luis Echeverría Álvarez, José López Portillo y Miguel de la Madrid Hurtado. Fue precandidato presidencial en el ritual sucesorio priista de 1976, según cuenta, en sus memorias, el presidente Luis Echeverría acudió a visitarlo a su casa, cuando llegó Echeverría, casi sin hablar caminó hasta el jardín, y le dijo: “Es muy pequeño para recibir contingentes”. Años después, Muñoz Ledo recordó: “En ese instante creí que el dedo me había iluminado. Y compré el terreno de atrás”, creyó que la frase de Echeverría le anticipaba su destape como candidato oficial, y que no habría suficiente espacio para recibir a los contingentes del PRI que irían a felicitarlo públicamente, al final Echeverría se decidió por López Portillo, nuevamente fue precandidato presidencial en 1982, aunque finalmente el presidente López Portillo designó como candidato a Miguel de la Madrid.
Asimismo, se desempeñó como consejero Cultural en la Embajada de México en Francia. El 1 de agosto de 1979 el López Portillo lo nombró  Representante Permanente de México ante la Organización de las Naciones Unidas (ONU). Al ejercer dicho cargo, le correspondió ser Coordinador del Grupo de los 77 y, ejercer como Presidente del Consejo de Seguridad de las Naciones Unidas (durante el tiempo que México formó parte de este) en dos periodos: el mes de abril de 1980 y el mes de junio de 1981. 
Ejerciendo la representación en la ONU, protagonizó un incidente diplomático en Nueva York en el año de 1985. Según denunció el empresario estadounidense Steven Goldstein, Muñoz Ledo lo habría agredido con una pistola con la que golpeó y quebró el cristal de su automóvil, por haber ocupado parte del espacio de estacionamiento reservado para el automóvil de Muñoz Ledo afuera de la residencia diplomática de México. Muñoz Ledo y el gobierno mexicano negaron su participación en el incidente, indicando que quien habría sido el agresor era el chofer y no el embajador. Sin embargo la situación causó un escándalo mediático y la protesta del gobierno estadounidense a través de su embajador en México John Gavin. El caso finalizó cuando el gobierno de Miguel de la Madrid anunció el 11 de septiembre de 1985 el relevo de Muñoz Ledo de la misión permanente en la ONU y su sustitición por Mario Moya Palencia. Muñoz Ledo retornó entonces a México sin cargo oficial alguno.

### Corriente democrática y futuro PRD
Fue miembro del PRI hasta que salió de sus filas y fundó, junto con Cuauhtémoc Cárdenas Solórzano e Ifigenia Martínez, la Corriente Democrática que más adelante se convertiría en el Partido de la Revolución Democrática (PRD), en donde formó parte de su consejo nacional, fue su representante ante el recién creado IFE y fue elegido su presidente nacional. Fue elegido senador de la república por el Distrito Federal -el primer senador de oposición emanado del PRD-, en las elecciones federales de 1988, con Cárdenas como abanderado presidencial, terminando su período en la cámara alta en 1994. El 18 de agosto de 1991, Muñoz Ledo contendió por la gubernatura del estado de Guanajuato, representando al PRD, donde enfrentó a Vicente Fox Quesada, del Partido Acción Nacional (PAN), y a Ramón Aguirre Velázquez, del PRI. La elección resultó sumamente controvertida, puesto que el triunfo de Aguirre Velázquez fue inmediatamente impugnado por el candidato del PAN, con lo cual Porfirio Muñoz Ledo quedó marginado en el proceso. 
Fue una de las figuras más influyentes del PRD hasta que decidió renunciar en 1999 tras pretender fallidamente la nominación a la presidencia de la República, que finalmente fue otorgada a Cárdenas por tercera vez consecutiva. Intentó también conseguir la nominación a la candidatura para jefe de gobierno del Distrito Federal en 1997, la primera elección para jefe de gobierno de la ciudad, pero finalmente Cárdenas fue designado como el candidato; en ese mismo año, fue elegido diputado federal plurinominal.
En su actividad legislativa fue tanto senador coordinador del grupo parlamentario del PRD en la Cámara de Senadores como diputado coordinador del grupo parlamentario del PRD en la Cámara de Diputados. Se conoce que en el último informe del presidente Miguel de la Madrid, en 1988, interpeló al Presidente, siendo algo poco visto en la historia de México. Posteriormente, sería el primer Presidente de la Cámara de Diputados de oposición en 1997, cargo en el que fue el primer político de oposición en responder un informe presidencial.

### Periodo sin partido político
Contendió por la Presidencia de la República Mexicana en 2000, como candidato del Partido Auténtico de la Revolución Mexicana, un pequeño partido ahora inexistente, en donde al ver perdida su aspiración, al final de la campaña declinó su candidatura en favor de Vicente Fox, argumentando la necesidad de un cambio de régimen en el país, y su fractura personal con el candidato del PRD. Después del triunfo electoral de Vicente Fox Quesada, Muñoz Ledo fue nombrado coordinador de la Comisión de Estudios para la Reforma del Estado, comisión presidencial convocada por Fox para tratar el tema. Posteriormente, lo nombraron embajador de México ante la Unión Europea. De regreso a México, trabajó en diversos foros sobre el estado de la política mexicana, vertiendo opiniones como analista. Según el propio Muñoz Ledo, su distanciamiento de Fox se debió a la intención de este de intervenir en la campaña electoral de 2006. Muñoz Ledo decidió apoyar al Jefe de Gobierno del Distrito Federal, Andrés Manuel López Obrador en la búsqueda de la Presidencia, considerando que el triunfo de la izquierda estaba más cerca que nunca. A partir de ese momento y hasta el año 2021, fue uno de los hombres más cercanos a López Obrador. 

### Partido del Trabajo
Tras las controvertidas elecciones en las que se declaró perdedor al candidato perredista, Muñoz Ledo apoyó a este en realizar una presidencia alterna, denominada "legítima". También fue miembro y coordinador político del Frente Amplio Progresista en 2008. Fue elegido diputado federal plurinominal en 2009 por el Partido del Trabajo. En dicha legislatura, se desempeñó como presidente de la Comisión de Relaciones Exteriores. Fue conductor de televisión de Televisión Mexiquense durante cinco años, hasta enero de 2012, en el programa Bitácora Mexicana. Sugirió que la eliminación del programa podía deberse a una decisión del gobierno del Estado por "descafeinar" la televisión frente a las elecciones de 2012, comentando que "los que no leen libros no toleran programas donde se comentan libros". Es articulista del periódico El Universal, fundador en 1999 y presidente del Movimiento Ciudadano Opción Nueva República, uno de los objetivos de dicho movimiento es dotar a la República de una Constitución más acorde con los tiempos actuales.
Fue nombrado por el jefe de Gobierno de Ciudad de México, Miguel Ángel Mancera, Comisionado para la Reforma Política del Distrito Federal y Secretario Ejecutivo de la Comisión Redactora del Proyecto de Constitución para la Ciudad de México, integrada por otros 28 personajes. Sostuvo que la primera gran Constitución del siglo XXI sería la de Ciudad de México. Autor de numerosos artículos, publicaciones, ensayos y análisis de opinión, afirmó en entrevista con la revista Proceso (2013) que su generación fracasó en buena medida al no lograr evitar el “triunfo” del neoliberalismo, y que los momentos de la formación de la Corriente Democrática y el Frente Democrático Nacional son únicos en la historia del país, que demuestran la organización social para construir movimientos.

### Militancia en Morena
A raíz del triunfo histórico de la izquierda mexicana en las elecciones presidenciales de 2018, afirmó que, con ello, se acabó con el ciclo neoliberal de 30 años en México, que generó exclusiones y una vasta desigualdad, por lo que cuando el presidente electo Andrés Manuel López Obrador habló de la “Cuarta Transformación del País”, esta podía ser viable y se podría armar un nuevo tejido de relaciones sociales, pronunciándose por un cambio de fondo pero sin imposiciones y un cambio democrático en serio. Afirmó también que entregarle la banda presidencial a Andrés Manuel López Obrador representó la culminación de una historia política iniciada en 1988 de desafío al poder, de recuperación de la historia y la democracia, y la culminación de su vida pública, mientras que el gran deber será “sanear a las instituciones republicanas”. En octubre de 2019 recibió el doctorado honoris causa de la Universidad Juárez del Estado de Durango, por su trayectoria profesional al servicio de la nación.

#### Diputado federal en 2018
El 27 de agosto de 2018 la fracción parlamentaria del Movimiento Regeneración Nacional lo eligió para ser propuesto como presidente de la Cámara de Diputados —y por tanto del Congreso de la Unión— para el primer año de la LXIV Legislatura; por lo que le correspondió encabezar la sesión en la que protestó como Presidente de México, Andrés Manuel López Obrador. En consecuencia, el 29 de agosto al constituirse la LXIV Legislatura, fue elegido presidente de la mesa directiva para el primer año de ejercicio, que comenzó el primero de septiembre de 2018.

## Reconocimientos
Hay un busto en su memoria en un parque de la alcaldía Benito Juárez. En julio del 2025 se propuso que se le entregue la medalla Belisario Domínguez post mortem. La Comisión Permanente de la Cámara de Diputados le rindió homenaje en su segundo aniversario luctuoso.